# Schistostoma cucullatum
Schistostoma cucullatum är en tvåvingeart som beskrevs av Collin 1949. Schistostoma cucullatum ingår i släktet Schistostoma och familjen styltflugor.
Artens utbredningsområde är Egypten. Inga underarter finns listade i Catalogue of Life.